# Mojmonszinho
Mojmonszinho (beng. ময়মনসিংহ, ang. Mymensingh) – miasto w północnym Bangladeszu, w prowincji Mojmonszinho, nad starym korytem Brahmaputry, około 120 km na północ od Dhaki. Według danych szacunkowych na rok 2013 liczy ok. 414 tys. mieszkańców.